# SN 2003em
SN 2003em – supernowa typu Ia odkryta 27 maja 2003 roku w galaktyce E478-G06. W momencie odkrycia miała maksymalną jasność 17,20m.